# Phong trào giải phóng dân tộc (Nga)
Phong trào giải phóng dân tộc (NOD) là một phong trào chính trị ở Nga.
Việc đề cập đến đầu tiên của phong trào xuất hiện trong tháng 11 năm 2012.
NOD là một tổ chức không có tư cách pháp nhân.
Như mục đích của nó NOD tuyên bố khôi phục chủ quyền của Nga.
Phong trào ủng hộ chính sách quốc gia và toàn vẹn lãnh thổ của nhà nước.